# 김태현 (미스코리아)
김태현(1992년 12월 9일 ~ )은 대한민국의 2012년 미스코리아 미(美)이다.

## 프로필
- 출생: 1992년 12월 9일
- 신체: 176.9cm, 55.6kg, 33-24-35
- 학력: 대경대학교 모델학과
- 수상: 2012년 미스코리아 미(美), 2012년 미스코리아 경북 진(眞)
- 취미: 요가, 필라테스
- 특기: 무용